# Bolaños de Calatrava
Bolaños de Calatrava ist eine Gemeinde in der spanischen Provinz Ciudad Real der Autonomen Region Kastilien-La Mancha.

## Lage
Die Stadt liegt innerhalb kleiner paläozoischer Gebirgszüge, umgeben von seichten Bächen. Sie liegt auch innerhalb einer vulkanischen Zone, dem Vulkangebiet von Campo de Calatrava. Bolaños de Calatrava liegt 4 km entfernt von Almagro.

## Geschichte
Die erste Besiedlung geht auf die Römerzeit zurück. Das Gebiet wurde ein strategischer Punkt für Handel und Kommunikation, der Toledo mit Córdoba und Mérida mit dem Mittelmeer verband. Die Burg von Bolaños wurde gebaut, um Unterkunft und Schutz an der Straße von Toledo nach Córdoba zu bieten.
Nach der Zersplitterung von Al-Andalus war der Besitz der Stadt zwischen verschiedenen Nachfolgerstaaten umstritten. Während der Reconquista befand sich die Region in einem ständigen Zustand der Belagerung und Schlacht. Mit dem christlichen Sieg bei Las Navas de Tolosa (1212) begann die Wiederbesiedlung des Gebiets. Bolaños hatte eine große islamische und jüdische Bevölkerung bis zur Vertreibung und Zwangskonvertierung der Angehörigen dieser Religionen im Jahr 1492.

## Einwohnerentwicklung
| Bevölkerung | Bevölkerung | Bevölkerung | Bevölkerung | Bevölkerung | Bevölkerung | Bevölkerung |
| 1900        | 1930        | 1950        | 1970        | 2000        | 2010        | 2020        |
| ----------- | ----------- | ----------- | ----------- | ----------- | ----------- | ----------- |
| 4.034       | 6.456       | 6.660       | 8.784       | 11.138      | 12.490      | 12.011      |

## Persönlichkeiten
- Macarena Aguilar (* 1985), Handballspielerin
- Fran García (* 1999), Fußballspieler